# Berinda
Genre
Berinda est un genre d'araignées aranéomorphes de la famille des Gnaphosidae.

## Distribution
Les espèces de ce genre se rencontrent dans l'Est du bassin méditerranéen.

## Liste des espèces
Selon World Spider Catalog (version 26, 03/07/2025) :
- Berinda aegilia Chatzaki, 2002
- Berinda amabilis Roewer, 1928
- Berinda anlasi Danışman, Yağmur, Coşar & Kaya, 2025
- Berinda cooki Logunov, 2012
- Berinda cypria Chatzaki & Panayiotou, 2010
- Berinda ensigera (O. Pickard-Cambridge, 1874)
- Berinda hakani Chatzaki & Seyyar, 2010
- Berinda hoerwegi Zamani, Chatzaki, Esyunin & Marusik, 2021
- Berinda infumata (O. Pickard-Cambridge, 1872)
- Berinda orgeli Danışman, Yağmur, Coşar & Kaya, 2025

## Systématique et taxinomie
Ce genre a été décrit par Roewer en 1928 dans les Drassidae.

## Publication originale
- Roewer, 1928 : « Araneae. Zoologische Streifzüge in Attika, Morea, und besonders auf der Insel Kreta, II. » Abhandlungen herausgegeben vom Naturwissenschaftlichen Verein zu Bremen, vol. 27, p. 92-123.